# Эббесен, Нильс

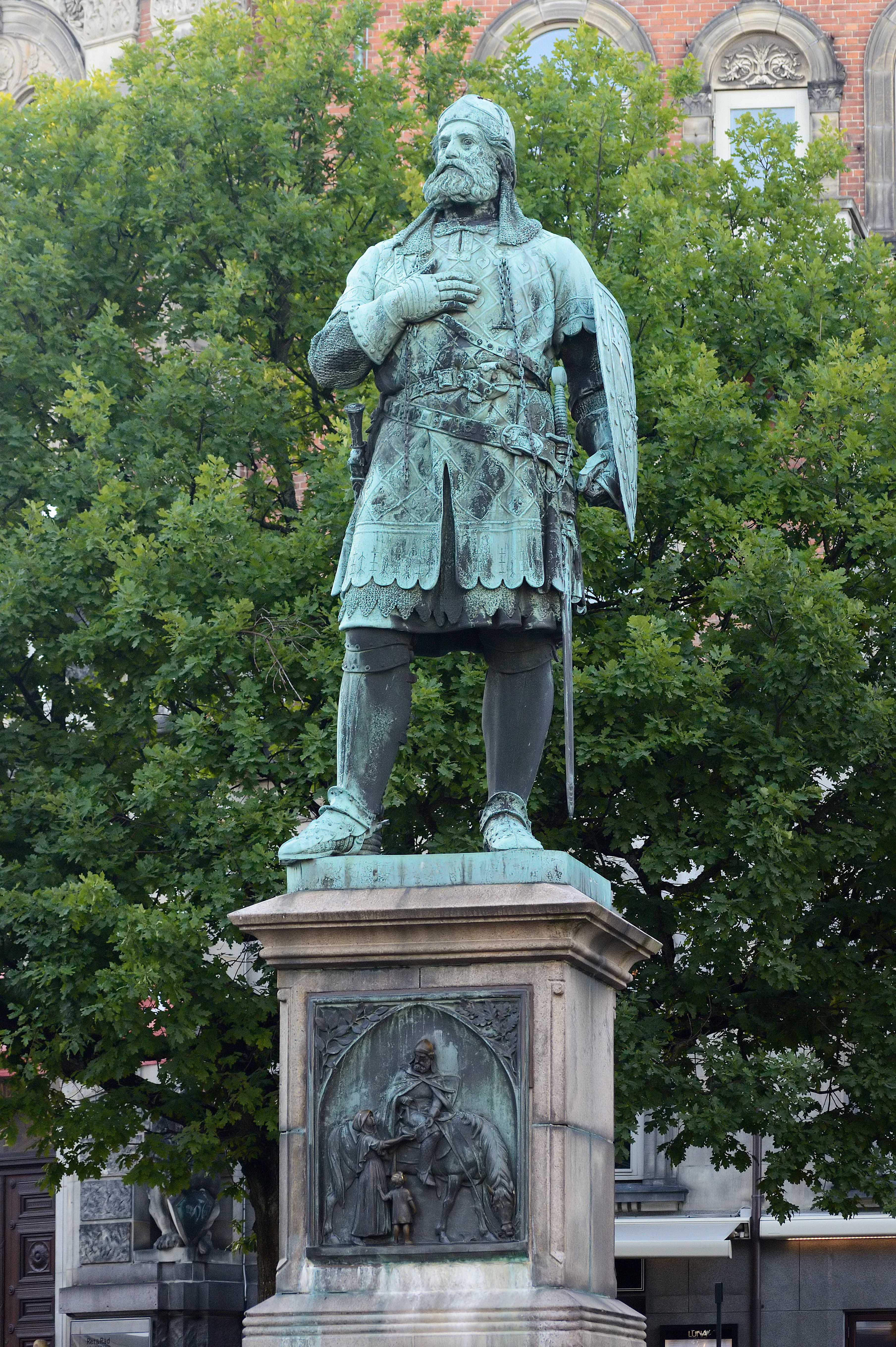
Памятник Нильсу Эббесену в Рандерсе

Нильс Эббесен (дат. Niels Ebbesen, род 1308 г. — ум. 2 ноября 1340 г., Сканнерборг) — датский дворянин и военачальник, национальный герой Дании.

## История
1 апреля 1340 года Нильс Эббесен во главе отряда из 47 всадников вступил в ютландский город Рандерс, захватил укрепления, где находился гольштейнский граф Герхард III и его окружение, и в спальне отрубил ему голову. Граф Гольштейна был фактически правителем Дании, в управлении которого находились Ютландия и Фюн, влияние его распространялось также на герцогство Шлезвиг. За Герхардом III стояли прогерманские силы, и его убийство Эббесеном привело к резкому изменению политического курса Датского королевства. Это событие рассматривается как поворотное в датской истории, после которого король Вальдемар IV начинает проводить курс на укрепление независимости Датского государства. В то же время мотивы поступка Нильса Эббесена не до конца ясны: возможно, к желанию освободить ютландское население от иноземного, немецкого гнёта примешивались и проблемные отношения между феодальным сюзереном и его вассалом.
Нильс Эббесен погиб в ноябре того же, 1340 года, в сражении возглавляемого им отряда восставших ютландцев с королевскими войсками под городком Сканерборг. Эббесен и его люди обороняли крепость Сканерборга, окружённую 2 тысячами датских солдат, на помощь которым пришли 600 немецких рыцарей. События, связанные с его личностью, описываются в датской летописи «Ютская хроника» (Chronica Jutensis, XIV—XV столетия).
По второй половине XIX столетия, во время датско-германского конфликта за обладание Шлезвигом и Гольштейном, Нильс Эббесен фигурирует в датской культурной традиции как национальный герой, борец за освобождение Дании от немецкого засилья. В годы Второй мировой войны он становится символической фигурой в борьбе датчан против оккупации. Арестованный гитлеровцами и впоследствии убитый гестапо пастор и поэт Кай Мунк пишет в 1942 году пьесу «Нильс Эббесен», запрещённую к постановке в захваченной нацистами Дании.